# Lunds doktorandkår
Lunds Doktorandkår (LDK) bildades 1996 och organiserar alla doktorander vid Lunds universitet förutom de vid den Tekniska fakulteten. 
Lunds Doktorandkår är den enda studentkåren i Sverige som organiserar enbart doktorander. Lunds Doktorandkår är representerad i det nationella nätverket Sveriges Doktorander och medlem i Sveriges Förenade Studentkårer (SFS) samt i Lunds universitets studentkårer (LUS).
Kåren huserar i några av Lunds Studentkårs tidigare lokaler i AF-borgen. Där sitter kårens doktorandombudsman som genom ett avtal med TLTH även arbetar för doktoranderna vid den Tekniska fakulteten (LTH). 
Kåren är uppdelad i sju doktorandråd: Ekonomiska, Humanistisk-Teologiska, Juridiska, Konstnärliga, Medicinska, Naturvetenskapliga och Samhällsvetenskapliga. Dessa motsvarar universitetets sju fakulteter (LTH ej inräknad).
Under 2019 drabbades LDK av en uppmärksammad kris, då sittande ordförande inte accepterade den valprocess som inte ledde till dennas omval. Krisen krävde ingripande från universitetet för att överföra ordförandeskapet, och ledde bland annat till att kåren riskerade att förlora finansiering för doktorandombudsmannen samt en omfattande revision av kårens stadgar. Den tidigare ordföranden behöll kontroll över LDK:s Facebooksida och gör egna inlägg i kårens namn, utan koppling till kåren som därmed tvingats skapa en ny sida.